# Sherlock Holmes (film din 2009)
Sherlock Holmes este un film britanico-american de acțiune și mister din 2009, bazat pe personajul cu același nume creat de Sir Arthur Conan Doyle. Filmul a fost regizat de Guy Ritchie și produs de Joel Silver, Lionel Wigram, Susan Downey și Dan Lin. Scenariul a fost scris de Michael Robert Johnson, Anthony Peckham și Simon Kinberg pe baza unei povestiri de Lionel Wigram și Michael Robert Johnson. Robert Downey, Jr. și Jude Law interpretează rolurile lui Sherlock Holmes și respectiv Dr. John Watson. În acest film, Holmes și colegul său Watson, cu ajutorul fostei sale adversare Irene Adler, investighează o serie de crime legate aparent de ritualuri oculte. Mark Strong îl interpretează pe răufăcătorul Lord Blackwood, care a revenit, după ce a fost executat, cu planul de a stăpâni lumea folosind de un arsenal de magie neagră și tehnologii noi. Povestea culminează cu o confruntare de top pe Tower Bridge, aflat în construcție.
Filmul a avut premiera în Statele Unite la 25 decembrie 2009, iar la 26 decembrie 2009 în Marea Britanie, Irlanda și zona Pacificului. El a obținut reacții critice în majoritate pozitive. Filmul a fost nominalizat pentru două premii Oscar, cea mai bună melodie originală și cele mai bune decoruri, dar a pierdut în fața filmelor Up și respectiv Avatar.
O continuare, Sherlock Holmes: Jocul umbrelor, a fost lansată la 16 decembrie 2011.

## Povestea
În 1891, detectivul londonez Sherlock Holmes (Robert Downey, Jr.), împreună cu partenerul și prietenul său Dr. John Watson (Jude Law), este într-o cursă pentru prevenirea unui ritual satanic săvârșit împotriva unei femei de lordul Blackwood (Mark Strong), cel care mai ucisese deja în acest fel alte cinci femei. Cei doi reușesc să-l oprească pe lordul Blackwood să omoare o nouă femeie înainte ca inspectorul Lestrade (Eddie Marsan) și forțele sale polițienești să apară pentru a-l aresta pe Blackwood.
Trei luni mai târziu, comportamentul excentric al lui Holmes îl deranjează din nou pe Watson. În timp ce este entuziasmat de aventurile lor împreună, Watson se pregătește pentru a se căsători cu Mary Morstan (Kelly Reilly) și părăsește apartamentul lor din 221B Baker Street. Între timp, Blackwood a fost condamnat la moarte și cere, ca ultimă dorință, să fie vizitat la închisoare de Holmes, pe care-l atenționează că vor urma încă trei crime pe care el nu le va putea opri și care vor schimba lumea pentru totdeauna. Blackwood este spânzurat și Watson, după ce îi verifică pulsul, îl declară mort. Trei zile mai târziu, Holmes este vizitat de Irene Adler (Rachel McAdams), o hoață profesionistă și fostă adversară, care îl roagă pe Holmes s-o ajute să găsească o persoană dispărută, pe Luke Reordan. După ce Irene pleacă, Holmes o urmărește până când aceasta se urcă într-o trăsură în care se afla angajatorul ei secret, ascuns în întuneric. Holmes, deghizat într-un cerșetor, oprește trăsura doar pentru a fi amenințat de omul misterios cu o mică armă. Holmes realizează că omul dispărut este cheia către planurile lordului Blackwood și că omul din trăsură este un profesor care o șantajează pe Adler.
Mormântul lui Blackwood este distrus din interior și piticul Reordan, persoana dispărută, este găsit în sicriu. Apariția lui Blackwood înviat din morți șochează lumea, cauzând panică. Pe baza unei serii de indicii găsite asupra cadavrului (ceasul cu inițiale), Holmes și Watson găsesc locuința lui Reordan și realizează că acesta făcea experimente pentru a combina știința cu magia. După ce supraviețuiesc unei lupte cu trei oameni trimiși de Blackwood (printre care și un uriaș francez), cei doi sunt arestați deoarece în timpul luptei s-a scufundat un vapor aflat în construcție la șantierul naval. Watson este scos pe cauțiune de Mary Morstan, în timp ce Holmes este dus la Templul celor Patru Ordine, o organizație secretă cu ritualuri magice. Conducătorii Ordinului – Lordul Șef al Justiției Sir Thomas Rotheram (James Fox), ambasadorul american Standish (William Hope) și secretarul de stat pentru afaceri interne Lordul Coward (Hans Matheson) – îi cer lui Holmes să-l oprească pe Blackwood, un fost membru al societății. Holmes deduce, pe baza asemănării, că Blackwood este fiul lui Sir Thomas. Sir Thomas și Standish sunt mai târziu uciși aparent de puterile supranaturale ale lui Blackwood, permițându-i acestuia să preia controlul Ordinului. El plănuiește să preia conducerea Imperiului Britanic, să răstoarne guvernul și să alipească din nou fosta colonie (Statele Unite ale Americii) și apoi să cucerească întreaga lume. El îl ghidează pe Holmes către o măcelărie unde o găsește pe Irene Adler, legată cu un cârlig și atârnată pe standul unde sunt tăiați porcii cu un fierăstrău automat. După ce o salvează pe Irene, iar lordul scapă, cei trei sunt prinși într-o serie de explozii ceea ce face ca Watson să fie grav rănit. Lordul Coward, care controlează poliția britanică și care era de fapt în secret aliatul lui Blackwood, emite un mandat de arestare pe numele lui Holmes.

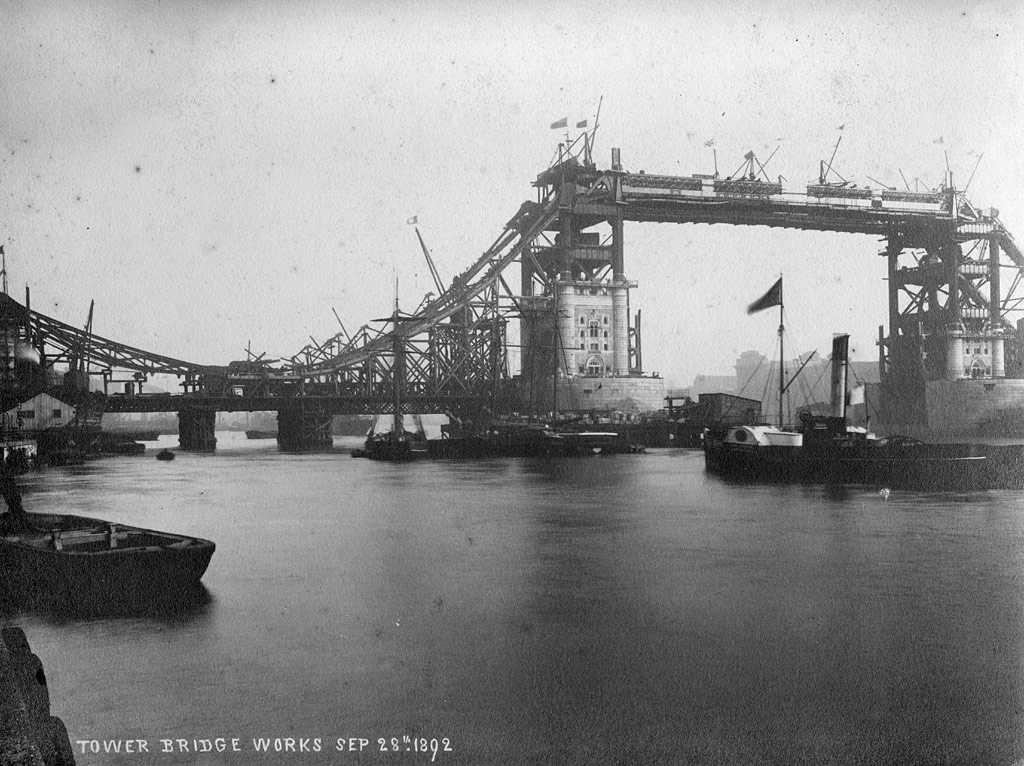
O fotografie alb-negru cu Tower Bridge în timpul construcției sale. Sfârșitul filmului are loc pe podul aflat în construcție.

Holmes studiază ritualurile lui Blackwood și realizează că următoarea țintă a acestuia este Parlamentul Regatului Unit. Inspectorul Lestrade se preface că îl arestează pe Holmes și-l duce în camera lui Coward care, fără să vrea, îi dezvăluie planurile: uciderea membrilor Parlamentului. Holmes, Adler și Watson găsesc o mașinărie sub Palatul Westminster, bazată pe experimentele lui Reordan, proiectată cu scopul de a elibera gaz otrăvitor în camerele Parlamentului pe baza unei telecomenzi electrice. Toți membrii parlamentului reunit ar urma să moară, mai puțin oamenii lui Blackwood, care în timpul unui ritual au primit de fapt antidotul. Blackwood apare la balconul Parlamentului și anunță că toți oponenții săi vor muri. În timp ce Holmes și Watson se luptă iar cu oamenii lui Blackwood, Adler îndepărtează containerele cu cianură din mașinărie, astfel încât planul lui Blackwood eșuează. Coward este capturat, dar Blackwood scapă. Holmes se ceartă cu Adler, sus, pe un Tower Bridge neterminat, dar sunt întrerupți de Blackwood. După o luptă între Holmes și Blackwood, ultimul cade de pe pod și în cădere, fără să vrea, se spânzură cu un lanț deasupra râului Tamisa, în timp ce Holmes explică cum presupusa magie a lui Blackwood se bazează pe trucuri științifice.
În final, Adler îi dezvăluie că angajatorul ei este profesorul Moriarty și-l atenționează pe Holmes că Moriarty este la fel de inteligent ca el, dar mult mai șiret. În timp ce Watson se mută de la 221B Baker Street, un raport al poliției îi informează că un ofițer a fost găsit lângă mașinăria lui Blackwood și că o componentă a acesteia a dispărut. Moriarty s-a folosit de confruntarea dintre Adler și Blackwood pentru a crea o diversiune doar pentru a fura acea componentă bazată pe noua știință a radioului care va revoluționa lumea. Cu gândul la viitoarea confruntare cu Moriarty, Holmes concluzionează că acest caz a fost redeschis.

## Distribuție

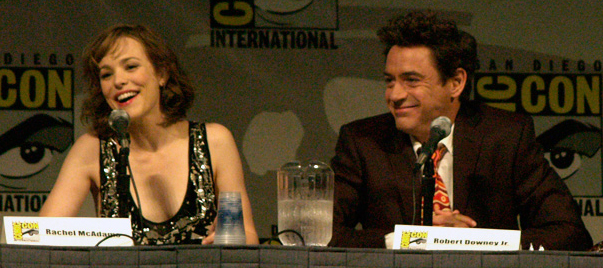
McAdams și Downey, Jr. la o conferință de promovare a filmului la festivalul San Diego Comic-Con din 2009

- Robert Downey, Jr. - Sherlock Holmes: un om de știință boem și detectiv excentric, care devine un fugar urmărit de lordul Blackwood, în timp ce este urmat în mod constant de prezența profesorului Moriarty. Downey a vizitat birourile lui Joel Silver împreună cu soția sa, producătorul Susan Downey, atunci când a aflat despre proiect.[4] Ritchie a crezut inițial că Downey era prea bătrân pentru rol deoarece el voia ca filmul să prezinte un Holmes tânăr într-o evoluție similară cu cea din Batman Begins.[5] Ritchie a decis să riște acordându-i rolul, iar Downey a spus la BBC că "cred că eu și Guy suntem potriviți pentru a lucra împreună. Cu cât mă uit mai mult în cărți, cu atât devine mai fantastic. Holmes este o astfel de ciudățenie."[6] Downey Downey a dezvăluit ce i-a spus soția sa: "că atunci când citești descrierea individului - șmecher și un fel de nebun - aceasta ar putea fi și o descriere a mea".[7] Downey a încercat să se concentreze mai mult pe latura patriotică a lui Holmes și pe caracterul său boem și a simțit că munca sa la Chaplin l-a pregătit pentru un accent englezesc.[8] Ritchie și-a simțit accentul ca fiind "impecabil".[9] Downey și Ritchie sunt pasionați de arte marțiale și au fost inspirați de către arta baritsu menționată în povestirea Casa pustie.[10] Downey a pierdut în greutate, pentru că în timpul unei discuții pe care a avut-o cu Chris Martin, Martin i-a recomandat ca Holmes să arate "slab".[11][12]
- Jude Law - Dr. John Watson: partenerul lui Holmes și prietenul apropiat al acestuia, care este, de asemenea, un chirurg și veteran al celui de-Al Doilea Război Afgan. Watsonul interpretat de Law este mai asemănător cu personajul original, care era mai mult decât un coleg, mai degrabă decât lăudărosul pe care actorul Nigel Bruce l-a popularizat în filmele din anii 1930–1940.[13] Law apăruse anterior în serialul Aventurile lui Sherlock Holmes, realizat de Granada Television, într-un episod inspirat din Aventuri pe domeniul Shoscombe. Fiind un fan al lui Holmes, Law a recunoscut că era un material neexplorat în alte adaptări și a fost intrigat de alegerea lui Downey; Law a fost ales pentru că a avut o întâlnire pozitivă cu Downey și au fost de acord că filmul ar trebui să exploreze prietenia lui Holmes cu Watson. Downey a crezut că subliniind calitățile lui Watson de fost soldat, medic, afemeiat și parior ar face personajul mai interesant pentru Holmes.[14] Law a alcătuit un caiet de notițe cu expresii din povestiri pentru a le folosi în replicile sale.[15] Ritchie l-a propus inițial pe Russell Crowe pentru rol.[16]
- Mark Strong - lordul Blackwood: principalul antagonist. Un criminal în serie aristocratic abuzând de practici oculte pentru a-i obliga pe alții să devină adepții săi. Revenind după executarea sa, Blackwood și-a dezvăluit planurile de a controla Imperiul Britanic. El se folosește de mai multe elemente supranaturale, iar prezența sa este de obicei însoțită de un croncănit amenințător. Strong a lucrat pentru a treia oară cu regizorul Ritchie și a declarat că apreciază lipsa de egocentrism a regizorului și modul de lucru ușor cu el.[17][18]
- Rachel McAdams - Irene Adler, o femeie fatală americană din New Jersey care l-a păcălit de două ori pe Holmes, după cum s-a consemnat în povestirea Scandal în Boemia a lui Doyle.[13] În film, Adler nu mai este căsătorită cu Godfrey Norton și are nevoie de ajutorul lui Holmes.[14] Downey l-a convins pe Ritchie să o aleagă pe McAdams, susținând că nu ar arăta prea tânără pentru a fi dragostea sa.[19]
- Kelly Reilly - Mary Morstan, cu care doctorul Watson vrea să se căsătorească, cauzând un conflict cu Holmes.[7]
- Eddie Marsan - inspectorul Lestrade, un anchetator de la Scotland Yard care îl angajează pe Holmes să investigheze crimele. Spre deosebire de povestiri, Lestrade nu este portretizat ca un inspector încrezut, dar se dovedește a fi un ofițer destul de competent (deși el este relativ ridicat de Holmes).[20]
- Hans Matheson - Lordul Coward, secretarul de stat pentru afaceri interne; el controlează poliția și este aliat al Lordului Blackwood.
- Geraldine James - doamna Hudson, proprietara locuinței lui Sherlock Holmes din Londra, de la adresa 221B Baker Street. Acesta este al doilea film cu Holmes în care a jucat. Ea o interpretase pe soția dr. Mortimer în adaptarea din 2002 a romanului Câinele din Baskerville.
- James Fox - Sir Thomas Rotheram, tatăl Lordului Blackwood și șeful celor Patru Ordine
- Robert Maillet - Dredger, un uriaș vorbitor de limba franceză care lucrează pentru Blackwood.[21]
- William Hope - ambasadorul american John Standish

Regizorul Guy Ritchie a refuzat să spună cine a interpretat vocea profesorului Moriarty. Zvonurile au sugerat că vocea a fost parțial exprimată de Brad Pitt, despre care se afirmase că își exprimase interesul puternic pentru continuare. Actorul Ed Tolputt este creditat ca "Omul Anonim" deși nu este clar dacă această se referă la Moriarty.

## Inspirație
"O mulțime de acțiuni la care se referă Conan Doyle au fost reprezentate în filmul nostru. [...] Am pus aceste lupte pe ecran." 

Producătorul Lionel Wigram a remarcat că el s-a gândit, timp de aproximativ zece ani, la noi modalități de a-l descrie pe Sherlock Holmes. "Am realizat că imaginile pe care le vedeam în cap [atunci când citeam povestirile] erau diferite de imaginile pe le-am văzut în filmele anterioare." El a imaginat "un personaj mult mai modern, mai boem, care se îmbracă mai mult ca un artist sau un poet", în genul lui Henri de Toulouse-Lautrec. După ce și-a părăsit poziția de director executiv pentru Warner Bros. în 2006, Wigram a căutat un domeniu mai larg de interes a detectivului pentru a putea atrage un public larg și a combinat diversele povestiri cu Holmes pentru a crea o încarnare a acestuia. Personajul Lordul Blackwood a fost realizat ca un semn al preocupărilor din epoca victoriană pentru spiritism și influența ulterioară a lui Aleister Crowley. Producătorul a simțit că el era "aproape la fel de inteligent" ca și Holmes, care avea o capacitate aproape supranaturală de a rezolva crime, față de un personaj negativ presupus supranatural. Scenariul, în plus, are multe asemănări cu povestea holmesiană Câinele din Baskerville, în care un șir de evenimente aparent supranaturale este explicat la final prin raționament intuitiv și științific. Wigram a scris și John Watkiss a realizat desenele dintr-o carte de benzi desenate de 15 de pagini cu Holmes în loc de un scenariu.
Profesorul Moriarty a fost inclus în scenariu pentru a crea o bază de pornire pentru continuări.
În martie 2007, Warner Bros. a ales să producă filmul, văzând asemănări în concept cu Batman Begins. Fondul Arthur Conan Doyle a avut o anumită implicare în rezolvarea problemelor juridice, deși poveștile sunt în domeniul public în Statele Unite. Neil Marshall a fost propus ca regizor, dar Guy Ritchie a semnat contractul în iunie 2008. Pe când era elev la internat, Ritchie și alți elevi au ascultat povestirile cu Holmes prin difuzoarele din dormitor. "Holmes obișnuia să-mi vorbească pentru a mă adormi în fiecare noapte când aveam șapte ani", a spus el. Prin urmare, imaginea sa a lui Holmes era diferită de cea din filme. El a vrut să-i facă filmul mai "autentic" lui Doyle, explicând: "Există destul de multe scene de acțiune intensă în povestiri, [iar] uneori ea nu a fost reflectată în filme." Filmul va arăta că "intelectul lui era mai mult un blestem decât o binecuvântare". Ritchie a încercat să facă un film cu Sherlock Holmes "foarte contemporan în ceea ce privește tonul și textura", pentru că era "un timp relativ lung, de când a existat o versiune de film pe care oamenii să o îmbrățișeze".

## Producție
Filmările au început în octombrie 2008. Echipa a filmat la Freemasons' Hall și la Catedrala Sf. Paul. Filmări au fost făcute la Northern Quarter din Manchester, în timp ce Town Hall a fost utilizată pentru o scenă de luptă (care a necesitat spargerea unui vitraliu). Ei au filmat apoi, timp de trei zile, scena de deschidere la Biserica St Bartholomew-the-Great din Londra, și pe malul râului Tamisa la Wapping pentru o scenă implicând un vapor la 7 noiembrie. Filmările au continuat la Stanley Dock și Clarence Dock din Liverpool. Scenele de stradă au fost filmate pe aleile pavate din Chatham și Manchester. Cimitirul Brompton din Londra a fost utilizat pentru o scenă-cheie, iar interiorul palatului din secolul al XIX-lea al Reform Club a fost cea de la Café Royal. Scene din interiorul apartamentului din 221B Baker Street au fost filmate pe platourile de la Leavesden Studios.
La sfârșitul lui noiembrie 2008, actorul Robert Maillet, care l-a interpretat pe Dredger, a filmat o scenă de luptă la Șantierul naval Chatham din Kent și l-a lovit accidental în față pe Robert Downey, Jr., provocând sângerarea lui Downey și căderea lui la pământ, dar nu a rămas inconștient așa cum s-a raportat inițial.
The Sun a raportat că la 28 noiembrie, un camion cisternă a luat foc, forțând oprirea filmărilor pentru două ore.
Atunci când s-a filmat pe St John's Street în decembrie, programul a trebuit să fie scurtat de la 13 la nouă zile, deoarece localnicii s-au plâns că trebuiau să-și parcheze mașinile în altă parte în timpul filmărilor. În ianuarie 2009, filmările s-au mutat în Brooklyn.

Ritchie a vrut ca îmbrăcămintea lui Holmes să fie diferită de cea din imaginea populară a personajului, glumind că "există doar o singură persoană în istorie care a purtat vreodată un deerstalker". Downey a ales pălăria personajului, o fedora. Regizorul a păstrat tradiția de a face apartamentul lui Holmes și Watson destul de dezordonat și l-a decorat cu artefacte și obiecte științifice de pe continentele pe care le-a vizitat.

## Coloană sonoră
Regizorul Guy Ritchie a folosit coloana sonoră din filmul The Dark Knight a lui Hans Zimmer ca muzică temporară în timpul montajului. Zimmer a fost mulțumit atunci când Ritchie i-a cerut să facă coloana sonoră, dar i-a spus să facă ceva complet diferit. Zimmer a descris muzica din filmul lui Ritchie ca sunetul formației The Pogues în tandem cu o orchestră românească.
Pentru acompaniamentul muzical, compozitorul Hans Zimmer a folosit un banjo, cimbalom, viori care scârțâie, un "pian spart de pub" și alte instrumente neconvenționale, cum ar fi Experibass.
La început, Zimmer a avut propriul său pian dereglat, dar a constatat că sună interesant. El i-a cerut asistentului său să găsească un pian spart. Primul pian găsit fusese destul de îngrijit, dar al doilea a fost cel folosit în producție. Zimmer a declarat: "Am închiriat garajul subteran al 20th Century Fox într-o duminică și am făcut lucruri hidoase la pian."
Toate melodiile sunt compuse de Hans Zimmer.
| Nr.             | Titlu                                 | Lungime |  |
| 1.              | „Discombobulate”                      | 2:25    |  |
| 2.              | „Is It Poison, Nanny?”                | 2:53    |  |
| 3.              | „I Never Woke Up in Handcuffs Before” | 1:44    |  |
| 4.              | „My Mind Rebels at Stagnation”        | 4:31    |  |
| 5.              | „Data, Data, Data”                    | 2:15    |  |
| 6.              | „He's Killed the Dog Again”           | 3:15    |  |
| 7.              | „Marital Sabotage”                    | 3:44    |  |
| 8.              | „Not in Blood, But in Bond”           | 2:13    |  |
| 9.              | „Ah, Putrefaction”                    | 1:50    |  |
| 10.             | „Panic, Sheer Bloody Panic”           | 2:38    |  |
| 11.             | „Psychological Recovery... 6 Months”  | 18:18   |  |
| 12.             | „Catatonic”                           | 6:46    |  |
| Lungime totală: | Lungime totală:                       | 52:32   |  |

Scena de box din film are, de asemenea, o versiune a The Rocky Road to Dublin al formației The Dubliners, care nu este inclusă în acest album.

## Difuzare
Filmul a avut premiera mondială la 14 decembrie 2009, în Londra, și a fost ulterior lansat în toată lumea la 25 decembrie 2009 (26 decembrie, Ziua Cadourilor, în Regatul Unit și Irlanda), după ce a fost amânată data de lansare din noiembrie.
O lansare caritabilă anticipată a avut loc în anumite locații din Belgia la 10 decembrie 2009.

### Box office
Filmul a avut încasări de 62,4 milioane $ în primul week-end de difuzare numai în America, plasându-se pe locul doi la box office-ul american după Avatar, care a avut încasări de 75.600.000 dolari. Filmul a obținut încasări medii pe cinematograf de 18.031 dolari de la 3.626 de cinematografe. Încasările de Crăciun au bătut toate recordurile. Sherlock Holmes a avut încasări de 523 milioane de dolari în toată lumea făcându-l cel mai mare succes de box-office al lui Guy Ritchie și al optulea film ca încasări din 2009 în întreaga lume și pe piața internă. În topurile interne, ele este cel de-al patrulea film ca încasări care nu a atins niciodată locul 1 la box office-ul din week-end, după My Big Fat Greek Wedding, Alvin and the Chipmunks: The Squeakquel și predecesorul acestuia. La nivel mondial, acesta este cel de-al patrulea din această categorie, după Ice Age: Dawn of the Dinosaurs, Casino Royale și The Day After Tomorrow.

### Răspuns critic
Filmul a primit recenzii pozitive, în general. Situl critic Rotten Tomatoes a raportat că 70% dintre critici au dat filmului o apreciere pozitivă bazată pe 224 de opinii, cu un rating mediu de 6,2 din 10, cu consensul că "stilul regizoral al lui Guy Ritchie ar putea să nu fie potrivit cel mai bine pentru o actualizare a legendarului detectiv, dar Sherlock Holmes beneficiază de apelul la interpretarea puternică a lui Robert Downey, Jr."
Printre criticii de la Rotten Tomatoes, cei mai populari de la ziare de top, situri web, programele de televiziune și de radio, filmul are un rating global de aprobare de 57%, pe baza unui eșantion de 37 de opinii.
Metacritic, care atribuie un scor mediu ponderat de 1-100 opinii de la criticii de film, are un rating de 57 bazat pe 34 de opinii.
Roger Ebert de la Chicago Sun-Times a dat filmului trei stele din patru și a subliniat personajele puternice ale filmului, efectele vizuale și scenariul plin de acțiune; personajele au fost, de asemenea, lăudate de către Jake Tomlinson de la Shave Magazine, care credea că Downey, Jr. și Law au fost "perfecți împreună" și că Strong a fost "un personaj negativ convingător și înfiorător".
A. O. Scott de la New York Times a remarcat faptul că abordarea regizorului de a filmelor a fost „de a face filme mișto despre tipi mișto cu chestii cool” și că Sherlock Holmes a fost în esență „o serie de ipostaze și cascadorii”, care au fost cel mult „comice”.
Lui David Stratton de la The Australian i-a displăcut interpretarea filmului a povestirilor originale cu Holmes și a concluzionat: "producătorii acestui film sunt în principal interesați în acțiune; ei cred că aceasta dorește publicul tânăr astăzi la cinematografe. Se poate să fie corect, dar ei au trecut în acest proces peste una dintre creațiile cele mai mari ale literaturii." El a lăudat decorurile și muzica.

### Home media
Sherlock Holmes a fost lansat pe DVD și Blu-ray/DVD/digital la 30 martie 2010 în Statele Unite. Filmul a avut încasări de 44.908.336 $ din vânzările de DVD-uri.

## Premii
La 17 ianuarie 2010, Hollywood Foreign Press Association a anunțat câștigătorii celei de-a 67-a ediție a Premiilor Globul de Aur cu Robert Downey, Jr. câștigând Premiul Globul de Aur pentru cel mai bun actor (muzical/comedie) pentru rolul Sherlock Holmes. Broadcast Film Critics Association l-a nominalizat pe Hans Zimmer pentru cea mai bună muzică dar a pierdut în fața filmului Up al lui Michael Giacchino. Filmul a fost nominalizat pentru cea mai bună melodie originală și cele mai bune decoruri la cea de-a 82-a ediție a Premiilor Oscar. Filmul a câștigat premiul pentru cel mai bun thriller la Premiile Empire. El a fost nominalizat la Premiile Vits pentru "cea mai bună muzică" și "cele mai bune efecte".

## Continuare
Continuarea, Sherlock Holmes: Jocul umbrelor, cu Downey și Law în aceleași roluri, a avut premiera la 16 decembrie 2011.